# R-36
R-36 ili SS-18 (NATO oznaka: SS-18 Sotona)- ruski interkontinentalni balistički projektil s rasponom između 11 200 i 16 000 km, ovisno o modelu. Najteža je raketa na svijetu, teška više od 210 t.
Ima tri metra u promjeru i do 37 metara dužine, ovisno o inačici.
Ova raketa može se napuniti na više načina: jednom bojnom glavom, čija snaga varira (ovisno o verziji, a prema izvorima) 18 – 25 megatona TNT-ekvivalenta (što je uz američku b-41 termonuklearnu bombu koja je također imala maksimalnu snagu od 25 megatona TNT-ekvivalenta, najsnažnije termonuklearno oružje ikad proizvedeno, nakon car-bombe); može imati 8 nezavisnih bojnih glava čija snaga varira od 500 kilotonskih jedinica do 1,5 mega tona, ovisno o izvoru; ili 10 neovisnih bojnih glava, snaga varira od 550 do kilotone megatona, ovisno o verziji, a prema izvorima.
Proizvodi se u Dnjipru u Ukrajini od 1967. godine.
Kao zamjena za RS-36, planira se: RS-20 Vojvoda prema ruskoj klasifikaciji. Time se najavljuje, da će Rusija moći probušiti bilo koji proturaketni štit. R-36 ostaje u službi do 2014. ili 2016. godine.